# Sipangan Bolon
Sipangan Bolon is een bestuurslaag in het regentschap Simalungun van de provincie Noord-Sumatra, Indonesië. Sipangan Bolon telt 2147 inwoners (volkstelling 2010).